# Prigoana din Basarabia
Prigoana din Basarabia este un film documentar care redă soarta romilor din Basarabia în perioada Holocaustului. Au fost exilați în lagărele și ghetourile din Transnistria în vara anului 1942 atât evrei, cât și romi. Din cei trei mii de romi, doar jumătate s-au întors acasă. 
Realizat de Natalia Ghilașcu (scenariu și regie) și Sergiu Ene (co-regie), filmul a obținut Premiul I și Trofeul Secțiunii Producții Local la Festivalul International de Film Documentar CRONOGRAF.
Filmul prezintă imagini din acele locuri ale deportării care acum se află în administrația ucraineană. Regizorii au mers pe urmele deportaților, în satul Ivanovka din regiunea Odessa, unde au intervievat-o pe Nadejda Mahneak, o bătrână de 84 de ani. Celelalte mărturii orale ale romilor au fost descoperite în orașele Soroca, Hâncești, Strășeni, etc. 
Donald Niewyk și Frances Nicosia scriu că numărul morților a fost de cel puțin 130 000 din cei aproape un milion de romi din Europa controlată de naziști.
Prigoana din Basarabia reflectă istoriile orale ale supraviețuitorilor romi din care atestă despre condițiile de trai ale deportaților, precum fotografii aflate la Arhiva regională de stat din Odesa.
Conform cu „Ghidul Universității Columbia despre Holocaust ("The Columbia Guide to the Holocaust") distribuția masacrării romilor estimată după țări în timpul celui de Al Doilea Război Mondial ar fi fost: de 300.000 în România și de 200.000 în Uniunea Sovietică. 
Într-o primă etapă începută la 1 iunie 1942 au fost vizați țiganii nomazi, în baza ordinului dat de Mareșalul Ion Antonescu cu o zi înainte. Din această categorie au fost evacuați în Transnistria 11.441 țigani nomazi din România, dintre care 2.352 bărbați, 2.375 femei și 6.714 copii. Această operațiune a fost încheiată la 15 august 1942. 
Degradarea în masă a localnicilor din Basarabia și Bucovina, sugerată de toate sursele existente, a fost o consecință tragică a politicilor de epurare etnică. Comportamentul localnicilor în timpul Holocaustului depinde de politica de stat față de minoritățile etnice în epoca precedentă. Această concluzie provizorie este ridicată la rang de ipoteză și cercetată, cu lux de documente și mărturii, de Diana Dumitru, într-o carte apărută în 2016: The State, Antisemitism, and Collaboration in the Holocaust. The Borderlands of Romania and the Soviet Union, Cambridge University Press, 2016.